# Caecoonops apicotermitis
Caecoonops apicotermitis is een spinnensoort in de taxonomische indeling van de Dwergcelspinnen (Oonopidae).
Het dier behoort tot het geslacht Caecoonops. De wetenschappelijke naam van de soort werd voor het eerst geldig gepubliceerd in 1964 door P. L. G. Benoit.